# 埃尔科罗尼尔
埃尔科罗尼尔，是西班牙安达卢西亚自治区塞维利亚省的一个市镇。总面积92平方公里，总人口5076人（2001年），人口密度55人/平方公里。